# Clostera restitura
Clostera restitura är en fjärilsart som beskrevs av Walker 1865. Clostera restitura ingår i släktet Clostera och familjen tandspinnare. Inga underarter finns listade i Catalogue of Life.